# Judo-Weltmeisterschaften 2009
Die Judo-Weltmeisterschaften 2009 fanden vom 26. bis zum 30. August in der Ahoy-Mehrzweckhalle in Rotterdam statt.

## Ergebnisse

### Männer
| Gewichtsklasse | Gold                         | Silber             | Bronze             |
| -------------- | ---------------------------- | ------------------ | ------------------ |
| - 60 kg        | Heorhij Santaraja            | Hiroaki Hiraoka    | Howhannes Dawtjan  |
| - 60 kg        | Heorhij Santaraja            | Hiroaki Hiraoka    | Elio Verde         |
| - 66 kg        | Chaschbaataryn Tsagaanbaatar | Sugoi Uriarte      | Miklós Ungvári     |
| - 66 kg        | Chaschbaataryn Tsagaanbaatar | Sugoi Uriarte      | An Jeong-hwan      |
| - 73 kg        | Wang Ki-chun                 | Kim Chol-su        | Mansur Issajew     |
| - 73 kg        | Wang Ki-chun                 | Kim Chol-su        | Dirk Van Tichelt   |
| - 81 kg        | Iwan Nifontow                | Siarhei Shundzikau | Ole Bischof        |
| - 81 kg        | Iwan Nifontow                | Siarhei Shundzikau | Kim Jae-bum        |
| - 90 kg        | Lee Kyu-won                  | Kirill Denissow    | Dilshod Choriyev   |
| - 90 kg        | Lee Kyu-won                  | Kirill Denissow    | Hesham Mesbah      |
| - 100 kg       | Maxim Rakow                  | Henk Grol          | Ramadan Darwish    |
| - 100 kg       | Maxim Rakow                  | Henk Grol          | Takamasa Anai      |
| + 100 kg       | Teddy Riner                  | Óscar Brayson      | Abdullo Tangriyev  |
| + 100 kg       | Teddy Riner                  | Óscar Brayson      | Marius Paškevičius |

### Frauen
| Gewichtsklasse | Gold             | Silber                 | Bronze              |
| -------------- | ---------------- | ---------------------- | ------------------- |
| - 48 kg        | Tomoko Fukumi    | Oiana Blanco           | Chung Jung-yeon     |
| - 48 kg        | Tomoko Fukumi    | Oiana Blanco           | Frédérique Jossinet |
| - 52 kg        | Misato Nakamura  | Yanet Bermoy           | Romy Tarangul       |
| - 52 kg        | Misato Nakamura  | Yanet Bermoy           | Ana Carrascosa      |
| - 57 kg        | Morgane Ribout   | Telma Monteiro         | Hedvig Karakas      |
| - 57 kg        | Morgane Ribout   | Telma Monteiro         | Kifayət Qasımova    |
| - 63 kg        | Yoshie Ueno      | Elisabeth Willeboordse | Claudia Malzahn     |
| - 63 kg        | Yoshie Ueno      | Elisabeth Willeboordse | Alice Schlesinger   |
| - 70 kg        | Yuri Alvear      | Anett Mészáros         | Houda Miled         |
| - 70 kg        | Yuri Alvear      | Anett Mészáros         | Mina Watanabe       |
| - 78 kg        | Marhinde Verkerk | Maryna Pryschtschepa   | Heide Wollert       |
| - 78 kg        | Marhinde Verkerk | Maryna Pryschtschepa   | Yi Sun              |
| + 78 kg        | Tong Wen         | Karina Bryant          | Idalys Ortíz        |
| + 78 kg        | Tong Wen         | Karina Bryant          | Maki Tsukada        |

Tong Wen wurde 2010 in der Klasse über 78 kg rückwirkend wegen Doping ihre Goldmedaille bei den Weltmeisterschaften 2009 aberkannt, 2011 hob der Internationale Sportgerichtshof diese Strafe wieder auf.

### Medaillenspiegel
| Rang  | Land                   | Gold | Silber | Bronze | Gesamt |
| ----- | ---------------------- | ---- | ------ | ------ | ------ |
| 1     | Japan                  | 3    | 1      | 3      | 7      |
| 2     | Südkorea               | 2    | 0      | 3      | 5      |
| 3     | Frankreich             | 2    | 0      | 1      | 3      |
| 4     | Niederlande            | 1    | 2      | 0      | 3      |
| 5     | Russland               | 1    | 1      | 1      | 3      |
| 6     | Ukraine                | 1    | 1      | 0      | 2      |
| 7     | Volksrepublik China    | 1    | 0      | 1      | 2      |
| 8     | Kolumbien              | 1    | 0      | 0      | 1      |
| 8     | Mongolei               | 1    | 0      | 0      | 1      |
| 8     | Kasachstan             | 1    | 0      | 0      | 1      |
| 11    | Kuba                   | 0    | 2      | 1      | 3      |
| 11    | Spanien                | 0    | 2      | 1      | 3      |
| 13    | Ungarn                 | 0    | 1      | 2      | 3      |
| 14    | Portugal               | 0    | 1      | 0      | 1      |
| 14    | Nordkorea              | 0    | 1      | 0      | 1      |
| 14    | Vereinigtes Königreich | 0    | 1      | 0      | 1      |
| 14    | Belarus                | 0    | 1      | 0      | 1      |
| 18    | Deutschland            | 0    | 0      | 4      | 4      |
| 19    | Usbekistan             | 0    | 0      | 2      | 2      |
| 19    | Ägypten                | 0    | 0      | 2      | 2      |
| 21    | Aserbaidschan          | 0    | 0      | 1      | 1      |
| 21    | Belgien                | 0    | 0      | 1      | 1      |
| 21    | Israel                 | 0    | 0      | 1      | 1      |
| 21    | Litauen                | 0    | 0      | 1      | 1      |
| 21    | Italien                | 0    | 0      | 1      | 1      |
| 21    | Tunesien               | 0    | 0      | 1      | 1      |
| 21    | Armenien               | 0    | 0      | 1      | 1      |
| Total | Total                  | 14   | 14     | 28     | 56     |

## Zeitplan
- Mittwoch, 26. August
  - Männer -60 kg und -66 kg
  - Frauen -48 kg

- Donnerstag, 27. August
  - Männer -73 kg
  - Frauen -52 kg und -57 kg

- Freitag, 28. August
  - Männer -81 kg
  - Frauen -63 kg

- Samstag, 29. August
  - Männer -90 kg
  - Frauen -70 kg und -78 kg

- Sonntag, 30. August
  - Männer 100 kg und +100 kg
  - Frauen +78 kg